# Climacoceratidae
De Climacoceratidae zijn een familie van uitgestorven evenhoevigen uit de superfamilie Giraffoidea. De soorten uit deze familie leefden in het tijdvak Mioceen.

## Kenmerken
Net als de echte giraffen hadden de climacoceratiden met huid bedekte geweiachtige structuren ('ossicones') op hun kop, alleen gingen deze bij de climacoceratiden van andere botdelen uit dan bij de echte giraffen. De naamgever van de familie, Climacoceras uit Oost-Afrika, was ongeveer 1.5 meter hoog.

## Genera
- Climacoceras
- Orangemeryx
- Prolibytherium
- Propalaeoryx
- Sperrgebietomeryx